# Голомб, Збигнев
Зби́гнев Го́ломб (пол. Zbigniew Gołąb; 16 марта 1923, Новы-Тарг — 24 марта 1994, Чикаго) — польский языковед и славист.

## Биография
Збигнев Голомб родился в 1923 году в Новом Тарге. Во время Второй мировой войны, в 1944 году вступил в ряды партизанского движения. В том же году был арестован немцами, попал в тюрьму, из которой сбежал непосредственно перед освобождением Кракова Красной Армией. После окончания магистратуры во Вроцлаве в 1947 году, провёл год (1948—1949) в тюрьме за службу в Армии Крайовой, освободившись, обучался лингвистике в Ягеллонском университете у Ежи Куриловича, Тадеуша Милевского, Тадеуша Лера-Сплавинского и Францишека Славского, здесь же защитил диссертацию в 1958 году. Работал преподавателем в Католическом университете Люблина в 1952—1961 годах, с 1956 году начал научную деятельность в краковской Лаборатории праславянского языка Института славистики ПАН. Диссертацию посвятил двум македонским говорам, записанным перед Второй мировой войной Мечиславом Малецким. В 1962 году поехал преподавать на факультете славянских языков и литератур Чикагского университета, где и остался до самой смерти. Несмотря на разлуку с родиной, никогда не рвал с ней научных связей. Был членом восстановленной Польской академии знаний, писал в польские журналы. В Чикаго участвовал в жизни Полонии в том числе как член и президент Чикагского отделения Польского научного института в Америке. В 1972 году получил звание члена Македонской академии наук и искусств.

## Научное наследие
Научное наследие Збигнева Голомба составляет 4 монографии около 100 статей, сосредотачивающихся на нескольких тематических группах. Он начинал от вопросов полонистики, но всемирное признание ему принесли работы по балканистике (вопросы македонского языка и арумынского языка, которому он приписывал важную роль в распространении балканизмов). Более поздние работы касались общеязыковедческой тематики, особенно из области типологии. Наконец, огромное количество публикаций представляет результаты исследований этногенеза славян и этимологии. Многолетняя работа над языковыми, географическими и историческими фактами принесла свои плоды в виде синтеза The Origins of the Slavs. A Linguist’s View, книги, локализующей прародину славян на запад от среднего течения Днепра.